# Discographie de Wilhelm Furtwängler

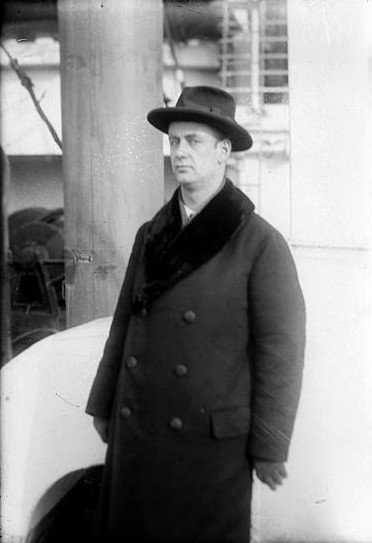
Wilhelm Furtwängler

## Wilhelm Furtwängler et l'enregistrement
La discographie de Wilhelm Furtwängler est très importante et ses enregistrements légendaires sont régulièrement réédités par les maisons de disques.
Tous les enregistrements sont en son mono. Comme les techniques d'enregistrement étaient encore expérimentales, la qualité du remastering est extrêmement importante. Certaines maisons de disque cherchent à filtrer les bruits du public ou les bruits provenant de la bande originale : le résultat peut être catastrophique. Cela peut écraser le « relief » du son obtenu par la battue « fluide » de Furtwängler et donner une impression de lourdeur. Il faut aussi faire attention car Furtwängler est probablement le seul interprète de musique classique avec Maria Callas dont tous les enregistrements, sans exception, sont réédités en permanence même ceux dont la bande sonore est dans un état catastrophique. Il y a aussi de nombreux « faux » Furtwängler : Gérard Gefen dans son livre sur le chef d'orchestre, en donne une liste.

## Liste des principaux enregistrements
Ce qui suit n'en est qu'une sélection,,. 
| Compositeur | Œuvre                                              | Orchestre                                            | Soliste                                                                                                   | Circonstance             | Lieu                                         | Label                                                        | Date                       |
| ----------- | -------------------------------------------------- | ---------------------------------------------------- | --- | ------------------------ | -------------------------------------------- | ------------------------------------------------------------ | -------------------------- |
| Bach        | Passion selon saint Matthieu (33 premiers numéros) | Philharmonique de Vienne                             | | Concert                  | Vienne Großer Konzerthaussaal                | SWF                                                          | 1952 8 avril               |
| Bach        | Concerto brandebourgeois n° 5                      | Philharmonique de Vienne                             | Furtwängler                                                                                               | Concert                  | Salzbourg Kleines Festspielhaus              | EMI                                                          | 1950 31 août               |
| Bach        | Suite pour orchestre n° 3                          | Philharmonique de Berlin                             | | Concert                  | Berlin Gemeindehaus (de) Titania Palast (de) | Tahra                                                        | 1948 22 octobre 24 octobre |
| Bach        | Suite pour orchestre n° 3 (Aria)                   | Philharmonique de Berlin                             | | Studio                   | Berlin                                       | Polydor                                                      | 1929 13 juin               |
| Bartók      | Concerto pour violon nº 2                          | Philharmonia                                         | Yehudi Menuhin                                                                                            | Studio                   | Londres                                      | EMI                                                          | 1953 12/13 septembre       |
| Beethoven   | Symphonie n° 3                                     | Philharmonique de Vienne                             | | Concert                  | Vienne Musikvereinssaal                      | Grammofono 2000 Magic Master Music and Arts Preiser, Tahra   | 1944 19 décembre           |
| Beethoven   | Symphonie n° 3                                     | Philharmonique de Berlin                             | | Concert                  | Berlin                                       | Tahra                                                        | 1952 8 décembre            |
| Beethoven   | Symphonie n° 4                                     | Philharmonique de Vienne                             | | Concert                  | Munich                                       | Tahra, SWF                                                   | 1953                       |
| Beethoven   | Symphonie n° 5                                     | Philharmonique de Berlin                             | | Concert                  | Berlin Philharmonie                          | Classica d'Oro DG Enterprise Music and Arts Opus Kura, Tahra | 1943 27/30 juin            |
| Beethoven   | Symphonie n° 5                                     | Philharmonique de Berlin                             | | Concert                  | Berlin Titania-Palast                        | Audite, Tahra                                                | 1954 23 mai                |
| Beethoven   | Symphonie n° 5                                     | Philharmonique de Berlin                             | | Concert                  | Berlin Titania-Palast                        | Tahra                                                        | 1947 25 mai                |
| Beethoven   | Symphonie n° 6                                     | Philharmonique de Berlin                             | | Concert                  | Berlin Staatsoper                            | SWF, Tahra                                                   | 1944 20/22 mars            |
| Beethoven   | Symphonie n° 6                                     | Philharmonique de Vienne                             | | Concert                  | Vienne                                       | SWF, Tahra                                                   | 1943 22/23 décembre        |
| Beethoven   | Symphonie n° 6                                     | Philharmonique de Vienne                             | | Concert                  | Vienne                                       | EMI                                                          | 1952 24/25 novembre        |
| Beethoven   | Symphonie n° 7                                     | Philharmonique de Berlin                             | | Concert                  | Berlin Philharmonie                          | Classica d'Oro DG Music and Arts Opus Kura, SWF              | 1943 31 octobre 3 novembre |
| Beethoven   | Symphonie n° 8                                     | Philharmonique de Berlin                             | | Concert                  | Berlin                                       | Tahra, WFG                                                   | 1953 14 avril              |
| Beethoven   | Symphonie n° 9                                     | Philharmonique de Berlin                             | | Concert                  | Berlin Philharmonie                          | Archipel Classica d'Oro Music and Arts Opus Kura Tahra, SWF  | 1942 22/24 mars            |
| Beethoven   | Symphonie n° 9                                     | Orchestre du Festival de Bayreuth                    | E. Schwarzkopf Elisabeth Höngen Hans Hopf Otto Edelmann                                                   | Concert d'ouverture      | Bayreuth Palais des festivals                | EMI, Orfeo WFCJ                                              | 1951 29 juillet            |
| Beethoven   | Symphonie n° 9                                     | Philharmonia                                         | E. Schwarzkopf                                                                                            | Concert                  | Lucerne Kunsthaus                            | Tahra, WFCJ                                                  | 1954 22 août               |
| Beethoven   | Symphonie n° 9                                     | Philharmonique de Berlin                             | | Concert                  | Londres                                      | WFCJ, WFSJ                                                   | 1937 1er mai               |
| Beethoven   | Concerto pour piano nº 5                           | Philharmonia                                         | Edwin Fischer                                                                                             | Studio                   | Londres HMV Studio I, Abbey Road             | Naxos                                                        | 1951 19/20 février         |
| Beethoven   | Concerto pour violon                               | Orchestre du Festival de Lucerne                     | Yehudi Menuhin                                                                                            | Studio                   | Lucerne Kunsthaus                            | Testament                                                    | 1947 28/29 août            |
| Beethoven   | Ouverture de Coriolan                              | Philharmonique de Berlin                             | | Concert                  | Berlin                                       | SWF                                                          | 1943 27/30 juin            |
| Beethoven   | Ouverture Leonore II                               | Philharmonique de Berlin                             | | Concert                  | Berlin                                       | SWF                                                          | 1949 18 octobre            |
| Beethoven   | Ouverture Leonore III                              | Philharmonique de Vienne                             | | Concert                  | Vienne Musikvereinssaal                      | DG                                                           | 1944 2/3 juin              |
| Beethoven   | Ouverture Leonore III                              | Philharmonique royal de Stockholm                    | | Concert                  | Stockholm                                    | Urania                                                       | 1948 13 novembre           |
| Beethoven   | Quatuor nº 13 (Cavatina)                           | Philharmonique de Berlin                             | | Concert                  | Berlin                                       | SWF, Urania                                                  | 1940 15 octobre            |
| Beethoven   | Fidelio                                            | Philharmonique de Vienne                             | E. Schwarzkopf Kirsten Flagstad Anton Dermota Julius Patzak Paul Schoeffler Josef Greindl Hans Braun (de) | Concert                  | Salzbourg Festspielhaus                      | Opus Kura                                                    | 1950 5/22 août             |
| Berlioz     | La Damnation de Faust                              | Chœur et Orchestre du Festival de Lucerne            | Elisabeth Schwarzkopf Hans Hotter Franz Wroons Alois Pernerstorfer                                        | Concert                  | Festival de Lucerne                          | Urania                                                       | 26/08/1950 report 2001     |
| Brahms      | Symphonie n° 1                                     | Orchestre symphonique de la radio de Hambourg (NWDR) | | Concert                  | Hambourg Musikhalle (de)                     | Music and Arts Tahra                                         | 1951 25 octobre            |
| Brahms      | Symphonie n° 1 (4e mouvement)                      | Philharmonique de Berlin                             | | Concert                  | Berlin Admiralspalast                        | SWF                                                          | 1945 23 janvier            |
| Brahms      | Symphonie n° 1                                     | Philharmonique de Berlin                             | | Concert                  | Berlin Titania-Palast                        | SWF, DG                                                      | 1952 10 février            |
| Brahms      | Symphonie n° 2                                     | Philharmonique de Vienne                             | | Concert                  | Vienne Musikvereinssaal                      | DG, Archipel Grammofono 2000 Music and Arts                  | 1945 28/29 janvier         |
| Brahms      | Symphonie n° 3                                     | Philharmonique de Berlin                             | | Concert                  | Berlin Titania-Palast                        | EMI                                                          | 1949 18 décembre           |
| Brahms      | Symphonie n° 4                                     | Philharmonique de Berlin                             | | Concert                  | Berlin                                       | Tahra, SWF                                                   | 1943 12/15 décembre        |
| Brahms      | Concerto pour piano nº 2                           | Philharmonique de Berlin                             | Edwin Fischer                                                                                             | Concert                  | Berlin Philharmonie                          | Testament                                                    | 1942 8/9 novembre          |
| Brahms      | Concerto pour violon                               | Orchestre du Festival de Lucerne                     | Yehudi Menuhin                                                                                            | Studio                   | Lucerne                                      | Tahra, Naxos                                                 | 1949 29/31 août            |
| Brahms      | Danses hongroises n° 1, 2 et 10                    | Philharmonique de Vienne                             | | Studio                   | Vienne Musikverein, Großer Saal              | Toshiba                                                      | 1949 4 avril               |
| Brahms      | Variations sur un thème de Haydn                   | Philharmonique de Vienne                             | | Concert                  |                                              | SWF                                                          | 1943 18/23 décembre        |
| Bruckner    | Symphonie n° 4                                     | Philharmonique de Berlin                             | | Concert                  | Berlin                                       | WFCJ                                                         | 1941 14/16 décembre        |
| Bruckner    | Symphonie n° 5                                     | Philharmonique de Berlin                             | | Concert                  | Berlin                                       | Classica d'Oro DG Music and Arts                             | 1942 25/28 octobre         |
| Bruckner    | Symphonie n° 6 (il manque le premier mouvement)    | Philharmonique de Berlin                             | | Concert                  | Berlin                                       | SWF                                                          | 1943 13/16 novembre        |
| Bruckner    | Symphonie n° 7                                     | Philharmonique de Berlin                             | | Concert                  | Berlin                                       | SWF                                                          | 1949 18 octobre            |
| Bruckner    | Symphonie n° 7 (adagio)                            | Philharmonique de Berlin                             | | Studio                   | Berlin Singakademie                          | Naxos Tahra, SWF                                             | 1942 1er avril             |
| Bruckner    | Symphonie n° 8                                     | Philharmonique de Vienne                             | | Concert                  | Vienne Musikvereinssaal                      | DG Music and Arts Tahra                                      | 1944 octobre               |
| Bruckner    | Symphonie n° 9                                     | Philharmonique de Berlin                             | | Concert                  | Berlin Beethovensaal                         | DG, SWF                                                      | 1944 7 octobre             |
| Debussy     | Deux Nocturnes (Nuages, Fêtes)                     | Philharmonique de Berlin                             | | Concert                  | Rome Auditorium del Foro Italico             | Arkadia, Music et Arts                                       | 1951 1er mai               |
| Franck      | Symphonie                                          | Philharmonique de Vienne                             | | Concert                  | Vienne Musikvereinssaal                      | SWF                                                          | 1945 28 janvier            |
| Furtwängler | Symphonie no 2                                     | Philharmonique de Hambourg                           | | Concert                  | Hambourg Musikhalle                          | SWF                                                          | 1948 18 octobre            |
| Furtwängler | Symphonie n° 2                                     | Philharmonique de Vienne                             | | Concert                  | Vienne                                       | Orfeo                                                        | 1953 22 février            |
| Gluck       | Alceste Ouverture                                  | Philharmonique de Berlin                             | | Studio                   | Berlin                                       | Teldec, Melodiya                                             | 1942 28 octobre            |
| Gluck       | Alceste Ouverture                                  | Philharmonique de Vienne                             | | Studio                   | Vienne Musikvereinsaal                       | EMI                                                          | 1954 8 mars                |
| Gluck       | Iphigénie en Aulide Ouverture                      | Philharmonique de Vienne                             | | Studio                   | Vienne Musikvereinsaal                       | EMI                                                          | 1954 8 mars                |
| Haendel     | Concerto grosso no.10                              | Philharmonique de Berlin                             | | Concert                  | Berlin Staatsoper                            | Melodiya                                                     | 1944 7/8 février           |
| Haendel     | Concerto grosso no.10                              | Orchestre du Théâtre Colón                           | | Concert                  | Buenos Aires Théâtre Colón                   | Disques Refrain                                              | 1950 23 avril              |
| Haydn       | Symphonie nº 88                                    | Philharmonique de Vienne                             | | Concert                  | Stuttgart                                    | Tahra, WFCJ Orfeo                                            | 1951 22 octobre            |
| Liszt       | Les Préludes                                       | Philharmonique de Vienne                             | | Studio                   | Vienne                                       | EMI                                                          | 1954 3 mars                |
| Mahler      | Lieder eines fahrenden Gesellen                    | Philharmonique de Vienne                             | Fischer-Dieskau                                                                                           | Concert                  | Salzbourg Festspielhaus                      | Orfeo                                                        | 1951 19 août               |
| Mahler      | Lieder eines fahrenden Gesellen                    | Philharmonia                                         | Fischer-Dieskau                                                                                           | Studio                   | Londres Kingsway Hall (en)                   | Naxos, EMI                                                   | 1952 24/25 juin            |
| Mendelssohn | Concerto pour violon                               | Philharmonique de Berlin                             | Yehudi Menuhin                                                                                            | Studio                   | Berlin Jesus Christus Kirche (de)            | Naxos, EMI                                                   | 1952 26 mai                |
| Mendelssohn | Les Hébrides                                       | Philharmonique de Vienne                             | | Concert                  | Salzbourg Festspielhaus                      | ORF                                                          | 1951 19 août               |
| Mozart      | Symphonie n° 39                                    | Philharmonique de Berlin                             | | Concert                  | Berlin                                       | SWF                                                          | 1944 7 octobre             |
| Mozart      | Symphonie n° 40                                    | Philharmonique de Vienne                             | | Concert                  | Vienne                                       | Tahra                                                        | 1944 2/3 juin              |
| Mozart      | Symphonie n° 40                                    | Philharmonique de Vienne                             | | Concert                  | Vienne                                       | EMI                                                          | 1948 7/8 décembre          |
| Mozart      | Don Giovanni                                       | Philharmonique de Vienne                             | (Cf. détail sous le tableau) [1]                                                                          | Festival                 | Salzbourg                                    | EMI, WFSJ                                                    | 1954 6 août                |
| Ravel       | Daphnis et Chloé suite 1 et 2                      | Philharmonique de Berlin                             | | Concert                  | Berlin (Staatsoper)                          | Melodiya                                                     | 1944 20/22 mars            |
| Schubert    | Symphonie n° 8                                     | Philharmonique de Berlin                             | | Concert                  | Berlin Admiralspalast                        | SWF                                                          | 1944 12 décembre           |
| Schubert    | Symphonie n° 9                                     | Philharmonique de Berlin                             | | Concert                  | Berlin                                       | DG, Magic Master Music and Arts Opus Kura, SWF               | 1942 6/8 décembre          |
| Schumann    | Symphonie n° 1                                     | Philharmonique de Vienne                             | | Concert                  | Munich Deutsches Museum                      | TDecca                                                       | 1951 29 octobre            |
| Schumann    | Symphonie n° 4                                     | Philharmonique de Berlin                             | | Enregistrement de studio | Berlin Jesus Christus Kirche                 | DG, Tahra WFCJ                                               | 1953 14 mai                |
| Sibelius    | En saga                                            | Philharmonique de Berlin                             | | Concert                  | Berlin Philharmonie                          | SWF                                                          | 1943 7/8 février           |
| Smetana     | Má Vlast (La Moldau)                               | Philharmonique de Vienne                             | | Studio                   | Vienne Musikvereinsaal                       | Tahra                                                        | 1951 24 janvier            |
| Strauss     | Metamorphosen                                      | Philharmonique de Berlin                             | | Concert                  | Berlin Titania Palast                        | SWF                                                          | 1947 27 octobre            |
| Strauss     | Don Juan                                           | Philharmonique de Berlin                             | | Concert                  | Berlin Gemeindehaus                          | DG                                                           | 1947 16 septembre          |
| Tchaïkovski | Symphonie n° 4                                     | Philharmonique de Vienne                             | | Studio                   | Vienne Musikverein, Großer Saal              | Tahra                                                        | 1951 4/16 janvier          |
| Tchaïkovski | Symphonie n° 5 (le son est mat)                    | Orchestre de la RAI                                  | | Studio                   | Turin                                        | Urania                                                       | 1952 6 juin                |
| Tchaïkovski | Symphonie n° 6 (Pathétique)                        | Philharmonique de Berlin                             | | Enregistrement de studio | Berlin                                       | HMV, EMI Naxos                                               | 1938 25/27 octobre         |
| Verdi       | Otello                                             | Philharmonique de Vienne                             | | Concert                  | Salzbourg Festspielhaus                      | EMI                                                          | 1951 7 août                |
| Wagner      | Tristan und Isolde                                 | Philharmonia                                         | Kirsten Flagstad Ludwig Suthaus Blanche Thebom Josef Greindl Fischer-Dieskau Rudolf Schock                | Enregistrement de studio | Londres Kingsway Hall                        | HMV, EMI Naxos                                               | 1952 10/22 juin            |
| Wagner      | Die Walküre                                        | Philharmonique de Vienne                             | Martha Mödl Leonie Rysanek                                                                                | Enregistrement de studio | Vienne                                       | HMV, EMI Naxos                                               | 1954 septembre octobre     |
| Wagner      | Der Ring des Nibelungen                            | Orchestre de la Scala                                | (Cf. détail sous le tableau) [2] [3] [4] [5]                                                              | Concert                  | Milan                                        | Arkadia                                                      | 1950 mars                  |
| Wagner      | Die Walküre Götterdämmerung (Extraits)             | Philharmonique de Berlin                             | Kirsten Flagstad Lauritz Melchior Rudolf Bockelmann                                                       | Studio                   | Londres Covent Garden                        | Music & Arts                                                 | 1937 mai 1938 juin         |
| Wagner      | Götterdämmerung (Marche funèbre de Siegfried)      | Philharmonique de Berlin                             | | Concert                  | Berlin Hochschule für Musik                  | SWF                                                          | 1933                       |
| Wagner      | Parsifal (Extraits)                                | Philharmonique de Berlin                             | | Studio                   | Berlin                                       | Toshiba                                                      | 1938 15 juillet            |
| Wagner      | Die Meistersinger von Nürnberg                     | Orchestre du Festival de Bayreuth                    | Max Lorenz                                                                                                | Concert                  | Bayreuth Palais des festivals                | Toshiba                                                      | 1943 15 mars               |
| Wagner      | Tristan und Isolde (Prélude et mort d'Isolde)      | Philharmonique de Berlin                             | | Concert                  | Berlin Philharmonie                          | Thara                                                        | 1942 8 ou 9 novembre       |
| Wagner      | Tannhäuser (Ouverture)                             | Philharmonique de Berlin                             | | Concert                  | Rome                                         | Polydor                                                      | 1951 1 mai                 |
| Wagner      | Lohengrin (Ouverture)                              | Philharmonique de Vienne                             | | Concert                  | Vienne                                       | Toshiba                                                      | 1954 4 mars                |
| Weber       | Der Freischütz                                     | Philharmonique de Berlin                             | Elisabeth Grümmer Rita Streich Hans Hopf Alfred Poell Oskar Czerwenka                                     | Concert                  | Salzbourg                                    | Tahra                                                        | 1954 26 juillet            |
| Weber       | Der Freischütz (Ouverture)                         | Philharmonique de Berlin                             | | Concert                  | Berlin (Staatsoper)                          | SWF                                                          | 1944 20/22 mars            |
| Weber       | Der Freischütz (Ouverture)                         | Philharmonique de Vienne                             | | Studio                   | Vienne, Musikverein, Grosser Saal            | EMI                                                          | 1954 5/6 mars              |
| Wolf        | Récital de lieder                                  | Furtwängler au piano                                 | E. Schwarzkopf                                                                                            | Studio                   | Salzbourg                                    | EMI                                                          | 1953 12 août               |

[1] Cesare Siepi (Don Giovanni), Elisabeth Schwarzkopf (Donna Elvira), Anton Dermota (Don Ottavio), Otto Edelmann (Leporello), Walter Berry (Masetto), Elisabeth Grümmer (Donna Anna), Deszö Ernster (Komtur) , Erna Berger (Zerlina), 
[2] Das Rheingold, 4 mars : Ferdinand Frantz (Wotan), Angelo Mattiello (Donner), Günther Treptow (Froh), Joachim Sattler (Loge), Ludwig Weber (Fasolt), Albert Emmerich (Fafner), Alois Pennerstorfer (Alberich), Emil Markwort (Mime), Elisabeth Höngen (Fricka), Walburga Wegener (Freia), Margret Weth-Falke (Erda), Magda Gabory (Woglinde), Margherita Kenney (Wellgunde), Sieglinde Wagner (Flosshile).
[3] Die Walküre, 9 mars : Günther Treptow (Siegmund), Ludwig Weber (Hunding), Ferdinand Frantz (Wotan), Hilde Konetzni (Sieglinde), Kirsten Flagstad (Brünnhilde), Elisabeth Höngen (Fricka), Ilona Steingruber (Helmwige), Walburga Wegener (Gerhilde), Karen Marie Crkall (Ortlinde), Dagmar Schmedes (Waltraute), Margherita Kenney (Siegrune), Margret Weth-Falke (Rossweise), Siegline Wagner (Grimgerde), Polly Batic (Schwertleite).
[4] Siegfried, 22 mars : Svet Svanholm (Siegfried), Peter Markwort (Mime), Josef Hermann (Wanderer), Alois Pemerstorfer (Alberich), Ludwig Weber (Fafner), Elisabeth Höngen (Erda), Kirsten Flagstad (Brünnhilde), Julia Moor (Waldvogel).
[5] Götterdämmerung, 4 avril : Max Lorenz (Siegfried), Josef Hermann (Gunther), Ludwig Weber (Hagen), Alois Pemerstorfer (Alberich), Kirsten Flagstad (Brünnhilde), Hilda Konetzni (Gutrune, Dritte Norn), Elisabeth Höngen (Waltraute), Margret Weth-Falke (Erste Norn), Margherita Kenney (Zweite Norn, Wellgunde), Magda Gabon (Woglinde), Sieglinde Wagner (Flosshilde).

### Articles de la Société Wilhelm Furtwängler
Articles disponibles sur Société Wilhelm Furtwängler
1. ↑  (fr) « La liste complète des concerts de Furtwängler est disponible sur le site de la Société Wilhelm Furtwängler » (consulté le 20 avril 2012).
2. ↑  (fr) « La liste complète des enregistrements de Furtwängler est disponible sur le site de la Société Wilhelm Furtwängler » (consulté le 20 avril 2012).